# Lymeon yanegai
Lymeon yanegai är en stekelart som beskrevs av Dmitriy R. Kasparyan 2004. Lymeon yanegai ingår i släktet Lymeon och familjen brokparasitsteklar. Inga underarter finns listade i Catalogue of Life.